# جائزة بريطانيا الكبرى 1977
جائزة بريطانيا الكبرى 1977 هو سباق فورمولا 1 أقيم بتاريخ 16 يوليو 1977 في حلبة سلفرستون، بريطانيا العظمى. كان العاشر من أصل 17 في بطولة العالم لسباقات الفورمولا واحد موسم 1977. حلّ البريطاني جيمس هانت أولا بينما جاء النمساوي نيكي لاودا في المركز الثاني.